# Mistrzostwa Świata Par na Żużlu 1984
Mistrzostwa Świata Par 1984 – piętnasta edycja w historii na żużlu. Wygrała para angielska – Chris Morton i Peter Collins.

## Półfinały

### Pierwszy półfinał
- 3 czerwca 1984 r. (niedziela),  Fjelsted
- Awans: 3

| Miejsce | Kraje             | Suma | Zawodnicy                         | Pkt.  | Pkt bieg. |
| ------- | ----------------- | ---- | --------------------------------- | ----- | --------- |
| 1       | Dania             | 25   | Hans Nielsen Erik Gundersen       | 13 12 | b.d       |
| 2       | Stany Zjednoczone | 24   | Dennis Sigalos Shawn Moran        | 14 10 | b.d       |
| 3       | Nowa Zelandia     | 23   | Mitch Shirra Ivan Mauger          | 14 9  | b.d       |
| 4       | Szwecja           | 20   | Jan Andersson Björn Andersson     | 15 5  | b.d       |
| 5       | Finlandia         | 17   | Kai Niemi Ari Koponen             | 11 6  | b.d       |
| 6       | Węgry             | 11   | József Petrikovics Sándor Tihanyi | 9 2   | b.d       |
| 7       | Bułgaria          | 6    | Nikołaj Manew Weselin Markow      | 3     | b.d       |

### Drugi półfinał
Pardubice
- Awans: 3

| Miejsce | Kraje          | Suma | Zawodnicy                       | Pkt.   | Pkt bieg. |
| ------- | -------------- | ---- | ------------------------------- | ------ | --------- |
| 1       | Anglia         | 30   | Peter Collins Chris Morton      | 16 14  | b.d       |
| 2       | Australia      | 22   | Gary Guglielmi Billy Sanders    | 14 8   | b.d       |
| 3       | Czechosłowacja | 19+3 | Jiří Štancl Antonín Kasper      | 13+3 6 | b.d       |
| 4       | Polska         | 19+2 | Zenon Plech Andrzej Huszcza     | 10+2 9 | b.d       |
| 5       | RFN            | 17   | Klaus Lausch Stefan Deser       | 11 6   | b.d       |
| 6       | Holandia       | 13   | Henny Kroeze Frits Koppe        | 8 5    | b.d       |
| 7       | Norwegia       | 5    | Tormod Langli Einar Kyllingstad | 5 0    | b.d       |

## Finał
- Lonigo, 17 czerwca 1984

| Miejsce | Kraje             | Suma | Zawodnicy                           | Pkt.    | Pkt bieg. |
| ------- | ----------------- | ---- | ----------------------------------- | ------- | --------- |
| 1       | Anglia            | 27   | Chris Morton Peter Collins          | 14 13   | b.d       |
| 2       | Dania             | 25+3 | Hans Nielsen Erik Gundersen         | 15+3 10 | b.d       |
| 3       | Nowa Zelandia     | 25+2 | Mitch Shirra Ivan Mauger            | 15+2 10 | b.d       |
| 4       | Stany Zjednoczone | 19   | Bobby Schwartz Shawn Moran          | 11 8    | b.d       |
| 5       | Australia         | 14   | Gary Guglielmi Billy Sanders        | 8 6     | b.d       |
| 6       | Czechosłowacja    | 10   | Aleš Dryml Jiří Štancl              | 5       | b.d       |
| 7       | Włochy            | 6    | Armando Castagna Armando Dal Chiele | 5 1     | b.d       |